# Powstanie zamojskie
Powstanie zamojskie – obrona Zamojszczyzny przed niemieckimi wysiedleniami, realizowanymi według założeń Generalnego Planu Wschodniego, na przełomie 1942 i 1943.

## Przebieg wydarzeń na Zamojszczyźnie w latach 1941–1944

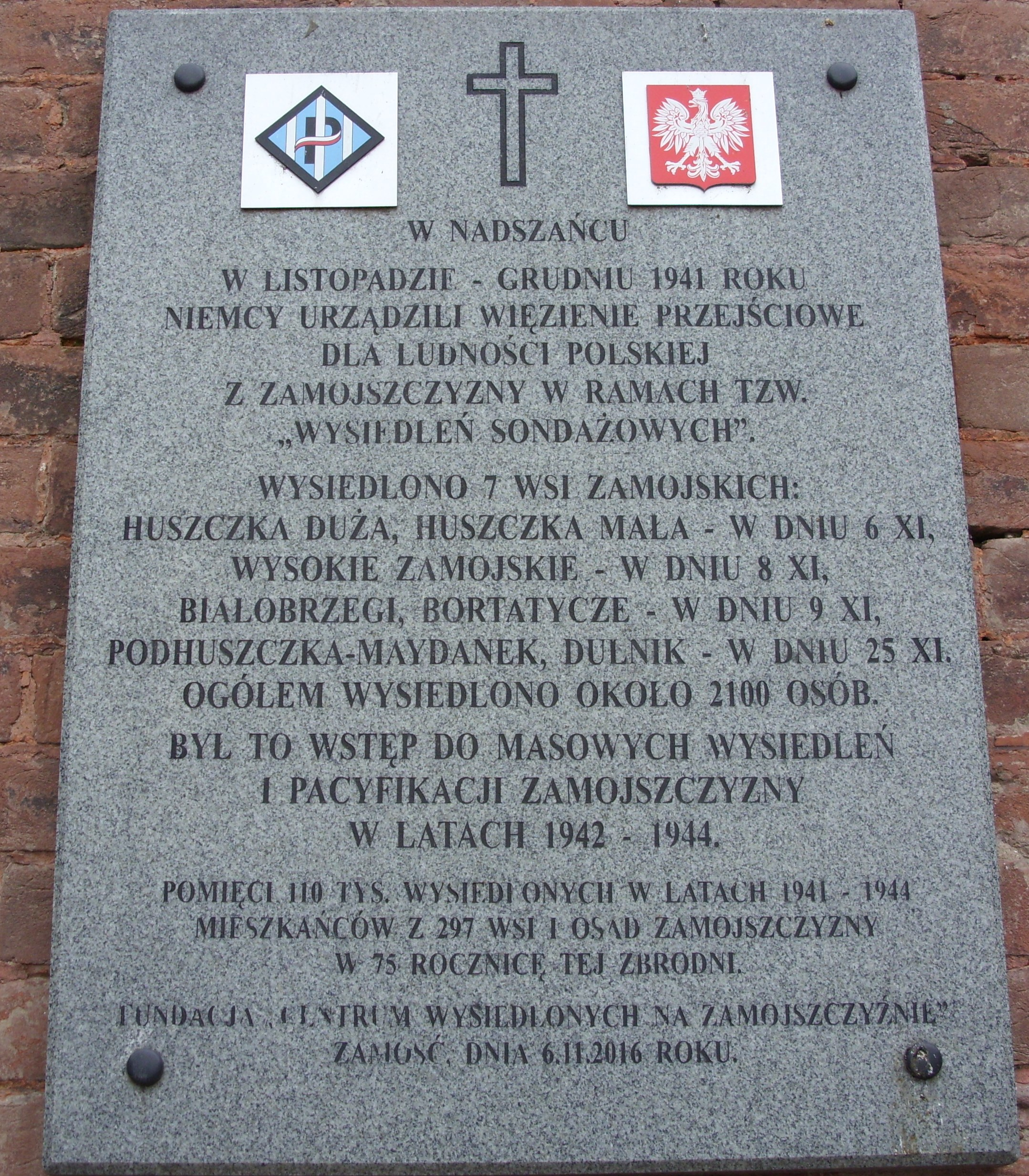
Pierwsze wysiedlenia wsi zamojskich listopad-grudzień 1941, tablica w Zamościu, Nadszaniec

Tuż po objęciu władzy na Zamojszczyźnie przez niemiecką administrację cywilną i SS, zaczęto tu ściągać znaczne ilości sił policyjnych i wojskowych. Miały one różne zadania: prewencyjne, represyjne, odwetowe, likwidowania polskiego oporu oraz grabieży produktów rolnych (Zamojszczyzna jest regionem typowo rolniczym). W 1940 została przeprowadzona akcja „AB” – wielu działaczy politycznych oraz inteligencję bądź wymordowano, bądź wywieziono do obozów koncentracyjnych. W listopadzie 1941 nieopodal Tomaszowa Lubelskiego rozpoczęto budowę jednego z największych w Europie ośrodków zagłady – obozu w Bełżcu. Do końca 1942 hitlerowcy wymordowali prawie wszystkich Żydów.
Z terenów Zamojszczyzny zamierzano również wysiedlić wszystkich Polaków. Na początku listopada 1941 roku na rozkaz Odilo Globocnika wysiedlono 2000 chłopów polskich z 6 wsi w powiecie zamojskim, a na ich miejsce osiedlono volksdeutschów sprowadzonych w ramach akcji Heim ins Reich z Besarabii. Były to pierwsze wysiedlenia z całej serii tzw. wysiedleń z Zamojszczyzny. W roku 1941 Heinrich Himmler postanowił stworzyć niemiecki pas osiedleńczy wzdłuż linii demarkacyjnej III Rzeszy z ZSRR (miał to być tzw. „pierwszy czysto niemiecki europejski okręg osadniczy”). Celem jego utworzenia miało być umieszczenie polskiej ludności z centralnych części kraju w „kotle”, ponadto pas ów stanowić miał bazę wypadową dla germanizacji Ukrainy i Białorusi. Jako pierwsze do germanizacji zostały wydzielone tereny powiatu biłgorajskiego, tomaszowskiego, hrubieszowskiego i zamojskiego.
W tej sytuacji wzmocnił się polski opór, który na tych terenach zaczął działać tuż po kampanii wrześniowej. Niektórzy chłopi z zagrożonych wsi zaczęli zabijać żywy inwentarz i niszczyć płody rolne, aby nic nie zostawić Niemcom, a następnie opuszczali domy.
Pomimo tego przez cały rok 1942 Niemcy przygotowywali się do wdrożenia planów osadniczych, wynikających z realizacji założeń Generalnego Planu Wschodniego. Chłopów wywożono do Niemiec na roboty przymusowe lub mordowano, część ludności polskiej była przygotowywana do germanizacji. Wysiedlenia rozpoczęły się w nocy z 27 na 28 listopada 1942. Była to pierwsza akcja przeprowadzona w ramach tzw. Wielkiego Planu (niem. Grosse Planung), będącego częścią Generalnego Planu Wschodniego. Kolejne wsie były otaczane, ludność była spędzana w jedno miejsce, a następnie przeprowadzano segregację – część osób przeznaczano do zniemczenia, część do robót przymusowych, ale większość wywożono do obozów koncentracyjnych lub niekiedy mordowano na miejscu. Dzieci kierowano w głąb kraju (zwykle w kierunku Warszawy) bądź do Rzeszy. Na miejsce byli przywożeni koloniści niemieccy, np. z Besarabii, bądź ukraińscy. Przejmowali opuszczone gospodarstwa, zostali uzbrojeni i umundurowani, dano im władzę nad pozostałymi Polakami.
Ludność cywilna w miarę możliwości starała się pomagać po drodze – na dworcach kolejowych ratowano uciekinierów, starając się wykupywać dzieci.
W połowie grudnia 1942 na Zamojszczyznę przybył komendant główny BCh Franciszek Kamiński. Na naradzie z komendantami obwodów Biłgoraj, Zamość i Hrubieszów rozkazał zmobilizować w lasach Puszczy Solskiej duże siły partyzanckie i rozpocząć kontratak. Miał być przeprowadzony w trzech kierunkach: zorganizowanie masowej samoobrony, przeciwdziałanie ekspedycjom wysiedlającym i atakowanie wsi zasiedlonych przez kolonistów. Franciszek Kamiński po powrocie do Warszawy w dniu 18 grudnia 1942 roku przedłożył CKRL szczegółowe sprawozdanie o sytuacji na terenach południowo-wschodniej Lubelszczyzny. Przedstawił również plan kontrakcji i samoobrony. W ramach pomocy do kierowania działaniami BCh został skierowany szef oddziałów specjalnych w KG BCh por. Jerzy Mara-Meÿer „Vis”. Był wyszkolonym w Anglii oficerem do walki dywersyjnej. Do pomocy dostał trzech oficerów. Oddziały Armii Krajowej, Batalionów Chłopskich, Gwardii Ludowej oraz ugrupowania sowieckie żywiołowo zaatakowały zasiedlane wsie, linie komunikacyjne, posterunki policji oraz formacje i komisje dokonujące wysiedleń. W nocy z 10 na 11 grudnia Oddział Specjalny BCh Henryka Derweckiego „Sępa” zaatakował wieś Nawóz, paląc gospodarstwa zasiedlone przez kolonistów. Równie szybko uaktywnił się OS BCh dowodzony przez por. Roberta Aborowicza „Azję”. 13 grudnia zaatakował urząd gminy i areszt w Krynicach, uwalniając osoby aresztowane podczas wysiedleń. Między 20, a 25 grudnia partyzanci spalili 10 skolonizowanych wsi (OS BCh Tomasza Madeja „Głaza” spalił doszczętnie wieś Nawóz, a OS BCh „Azji” podpalił wsie: Huta Komarowska i Janiówka).
30 grudnia I kompania kadrowa BCh oraz sowiecki oddział partyzancki pod dowództwem Wasilija Wołodina „Wołodia” niedaleko wsi Wojda stoczyły pierwsze w historii II wojny światowej starcie partyzanckie o charakterze bitwy. W styczniu 1943 oddziały AK przeprowadziły akcję „Wieniec II” – dokonały około 60 akcji zbrojnych.
1 lutego stoczona została największa bitwa powstania zamojskiego – pod Zaborecznem opór Niemcom stawiły:
- 1. kompania por. Władysława Maślanki „Sielskiego”,
- 2. kompania Jana Głogowskiego „Głowackiego”,
- 4. kompania por. Stanisława Burdy „Burskiego”,
- 5. kompania Piotra Mielnika „Szczerbińskiego”,
- 11. kompania plut. Władysława Chmielowca „Turzyńca”

pod ogólnym dowództwem Franciszka Bartłomowicza „Grzmota”.
Bitwa zakończyła się całkowitym zwycięstwem partyzantów, oddziały niemieckie zostały rozbite przy minimalnych stratach własnych (1 zabity, 2 rannych), Niemcy na pół roku zaprzestali wysiedleń.
Na szeroką skalę palono zasiedlone przez kolonistów wsie, największą tego typu akcją było spalenie wsi Cieszyn, podczas której zginęło około 160 kolonistów. W lutym 1943 na Zamojszczyźnie było zgrupowanych kilka tysięcy partyzantów, nie licząc uczestników chłopskiej samoobrony.
Wydarzenia te wywołały duży niepokój wśród niemieckich dowódców. Określili je jako „powstanie zamojskie”, które zagraża nie tylko akcji osiedleńczej, ale całej III Rzeszy. W meldunkach niemieckich pojawiały się informacje o tym, że „Zamojszczyzna to centrum bandytyzmu w kraju, a jej głównym punktem jest Aleksandrów lub Józefów Biłgorajski” (te miejsca były terenem najbardziej nasilonej koncentracji oddziałów partyzanckich, mówiono o „Rzeczypospolitej Józefowskiej”). Pod wpływem tego niepokoju niemiecki terror na Zamojszczyźnie zelżał. Jednak w czerwcu 1943 Niemcy wznowili akcję pacyfikacyjną o niespotykanych dotąd rozmiarach (tzw. akcja Werwolf – rozpoczęta została 24 czerwca 1943 zmasowanym atakiem na Frampol, Biłgoraj i Tarnogród). W jej toku zniszczono dziesiątki wsi, zamordowano ok. 1000 ludzi, 60 tys. wywieziono i porwano setki dzieci.
W drugiej fazie wysiedleń na Zamojszczyźnie Niemcy postanowili zasiedlić część terenu Ukraińcami, którzy mieli czasowo stanowić pas ochronny przed atakami polskich partyzantów na przesiedlonych we wcześniejszej fazie 10 tys. osadników niemieckich z Rumunii. Niemcy powiązali więc akcję Werwolf z tzw. Akcją Ukraińską Ukraineraktion. Oprócz utworzenia w ten sposób strefy, która miała chronić ludność niemiecką przed działaniami odwetowymi podejmowanymi przez polską partyzantkę, akcja ta miała również na celu zantagonizowanie Ukraińców z Polakami i faktycznie wywołała walki pomiędzy tymi narodami na omawianym obszarze. W pasie okalającym teren wysiedleń osadzono w sumie ponad 7 tys. Ukraińców w 63 dotychczas polskich wsiach w powiecie hrubieszowskim. Akcja objęła w sumie około 15 tys. Polaków; z liczby tej schwytano i przymusowo wysiedlono 5,5 tys. osób, pozostali zbiegli. W pierwszej połowie 1944 Ukraińska Powstańcza Armia przeprowadziła na Zamojszczyźnie wielką ofensywę, w wyniku której z dużej części pow. hrubieszowskiego, tomaszowskiego i biłgorajskiego ludność polska została usunięta. Podczas działań UPA starło się z polskim ruchem podziemnym oraz oddziałami partyzanckimi. Po stronie polskiej opowiedziało się wielu mieszkających tutaj Ukraińców, mimo tego później zostali oni stąd usunięci w ramach akcji „Wisła”. Walki te trwały do czerwca 1944 i pochłonęły wiele ofiar po obu stronach.
Wiosną 1944 wznowiono działania przeciwko ludności polskiej. Między innymi w okolicy miejscowości Tyszowce. Niemcy próbowali wysiedlić i spalić wieś Kazimierówka, w skutecznej obronie przyszli partyzanci oddziału „Wiklina” AK, którymi dowodził ppor. Józef Kaczoruk ps. „Ryszard”. W czerwcu 1944 Lubelszczyzna i Zamojszczyzna stała się terenem kolejnych wielkich niemieckich akcji – „Sturmwind I” i „Sturmwind II”. Ich celem było zniszczenie zgrupowanych w Puszczy Solskiej i Lasach Janowskich oddziałów partyzanckich, aby wciągnięte w walki z nimi jednostki Wehrmachtu mogły ruszyć na front wschodni. Do walki z partyzantami użyto olbrzymich sił pancernych, piechoty, artylerii i SS. Punktami kulminacyjnymi tych akcji były bitwa na Porytowym Wzgórzu (na Lubelszczyźnie) i bitwa pod Osuchami (na Zamojszczyźnie), podczas której niemal wszystkie polskie oddziały partyzanckie zostały zniszczone – wśród nielicznych uratowanych znalazł się oddział AK pod dowództwem por. Konrada Bartoszewskiego ps. „Wir”. Zginął m.in. komendant obwodu AK Biłgoraj Józef Stegliński ps. „Cord” oraz inspektor zamojski AK Edward Markiewicz ps. „Kalina”. Mordowano nie tylko partyzantów – zginęło ok. 500 mieszkańców wsi, zgodnie z rozkazem dowódcy policji i SS w Generalnym Gubernatorstwie H. Koppego, mówiącego iż „wszyscy mężczyźni w wieku od 16 do 60 lat powinni zostać wytępieni”. Schwytani partyzanci byli więzieni w obozach przejściowych w Zwierzyńcu, Biłgoraju, na Rotundzie w Zamościu oraz obozie koncentracyjnym na Majdanku w Lublinie.
W lipcu 1944 ocalałe jednostki AK wzięły udział w akcji „Burza”, podczas której wyzwolono m.in. Zamość i Szczebrzeszyn. Pod koniec lipca cała Zamojszczyzna została wyzwolona. Wielu partyzantów musiało jednak opuścić rodzinne strony, uciekając przed represjami władz komunistycznych.

## Najsłynniejsi dowódcy partyzanccy działający na Zamojszczyźnie

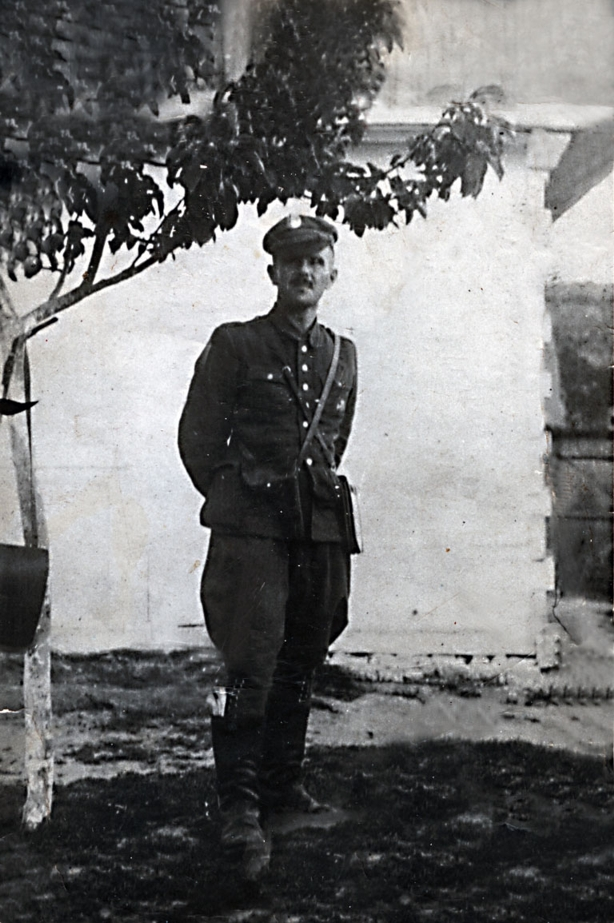
Hieronim Dekutowski

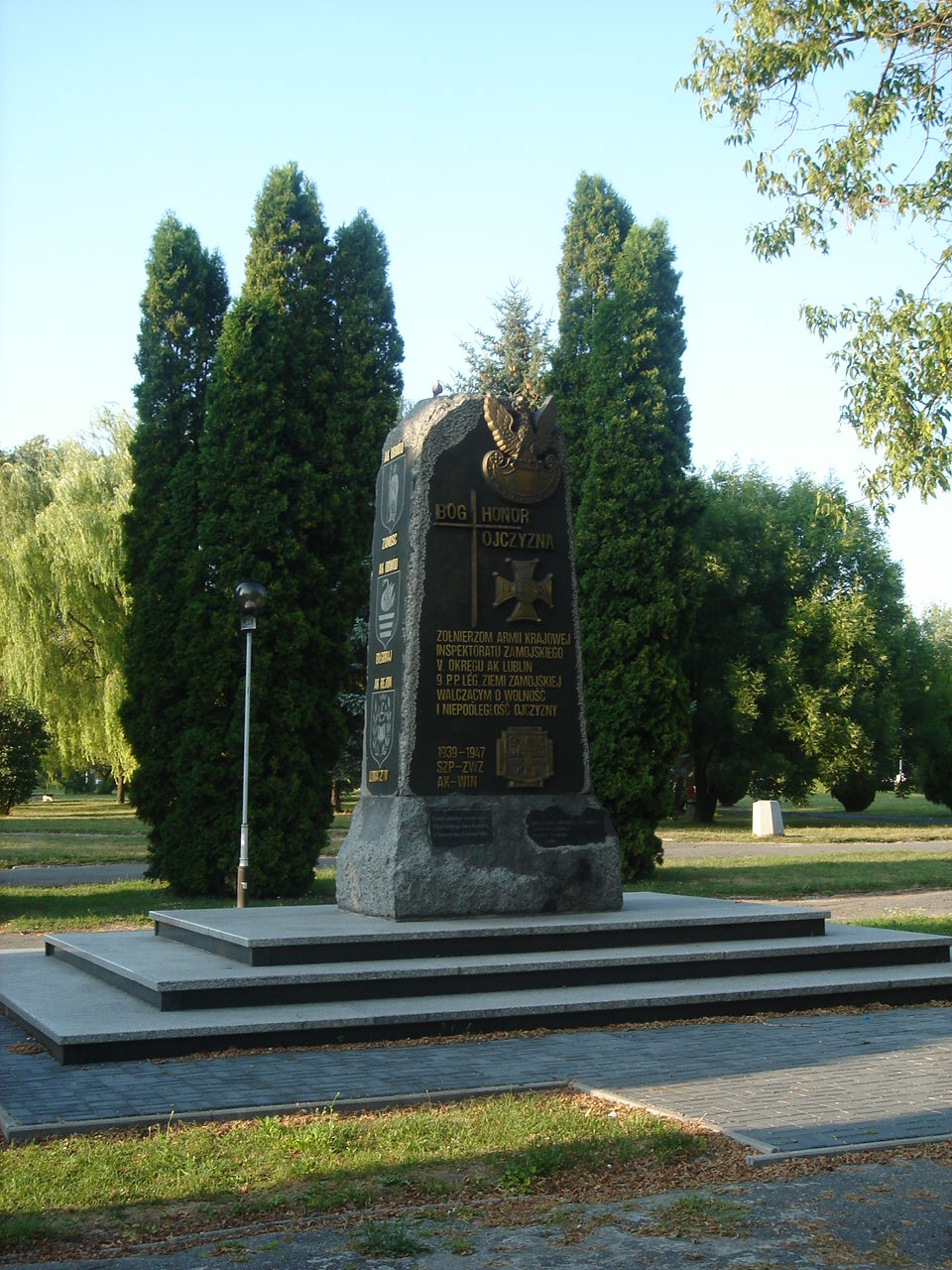
Pomnik Armii Krajowej w Zamościu

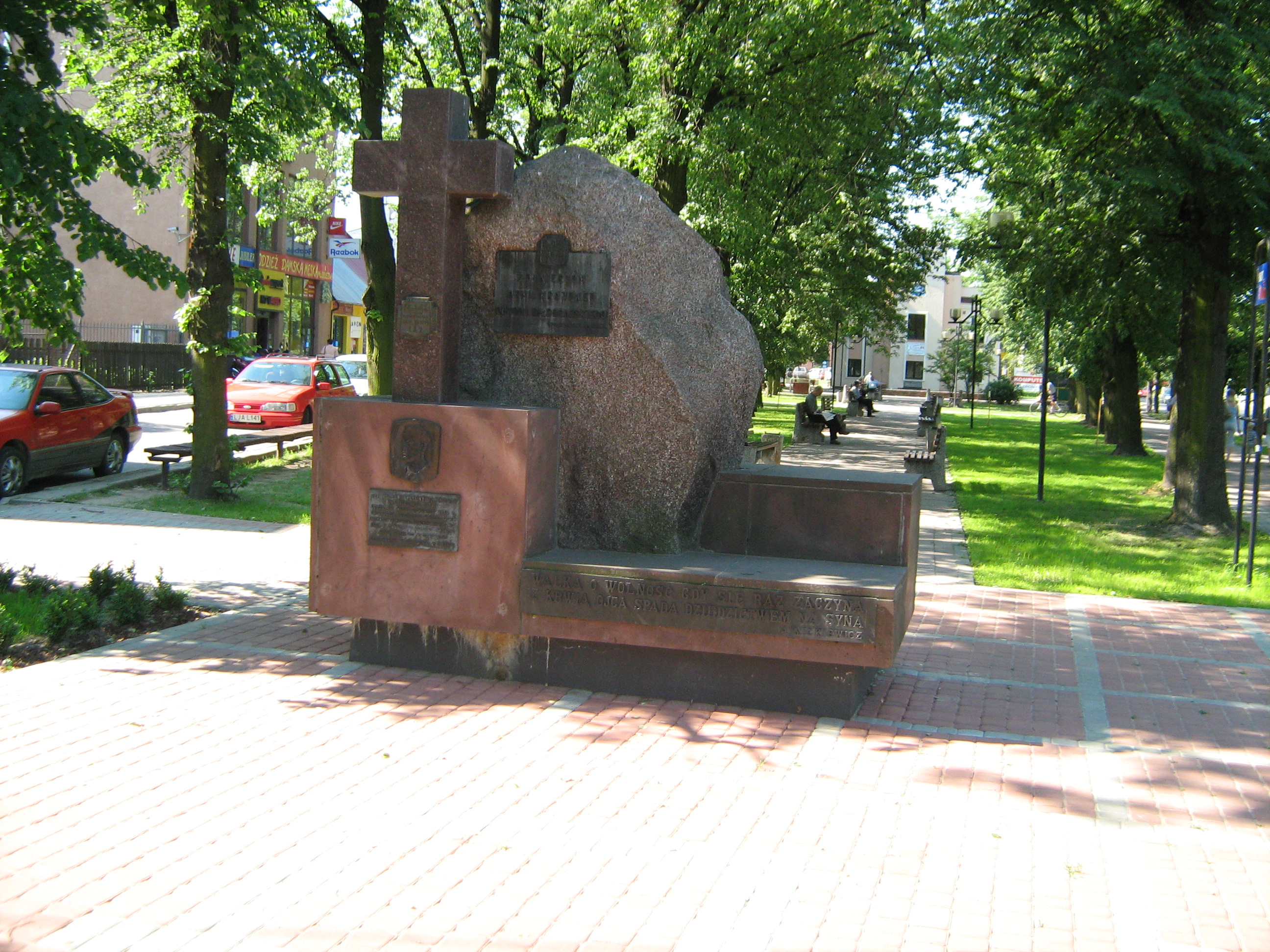
Pomnik partyzantów AK i BCh w Biłgoraju

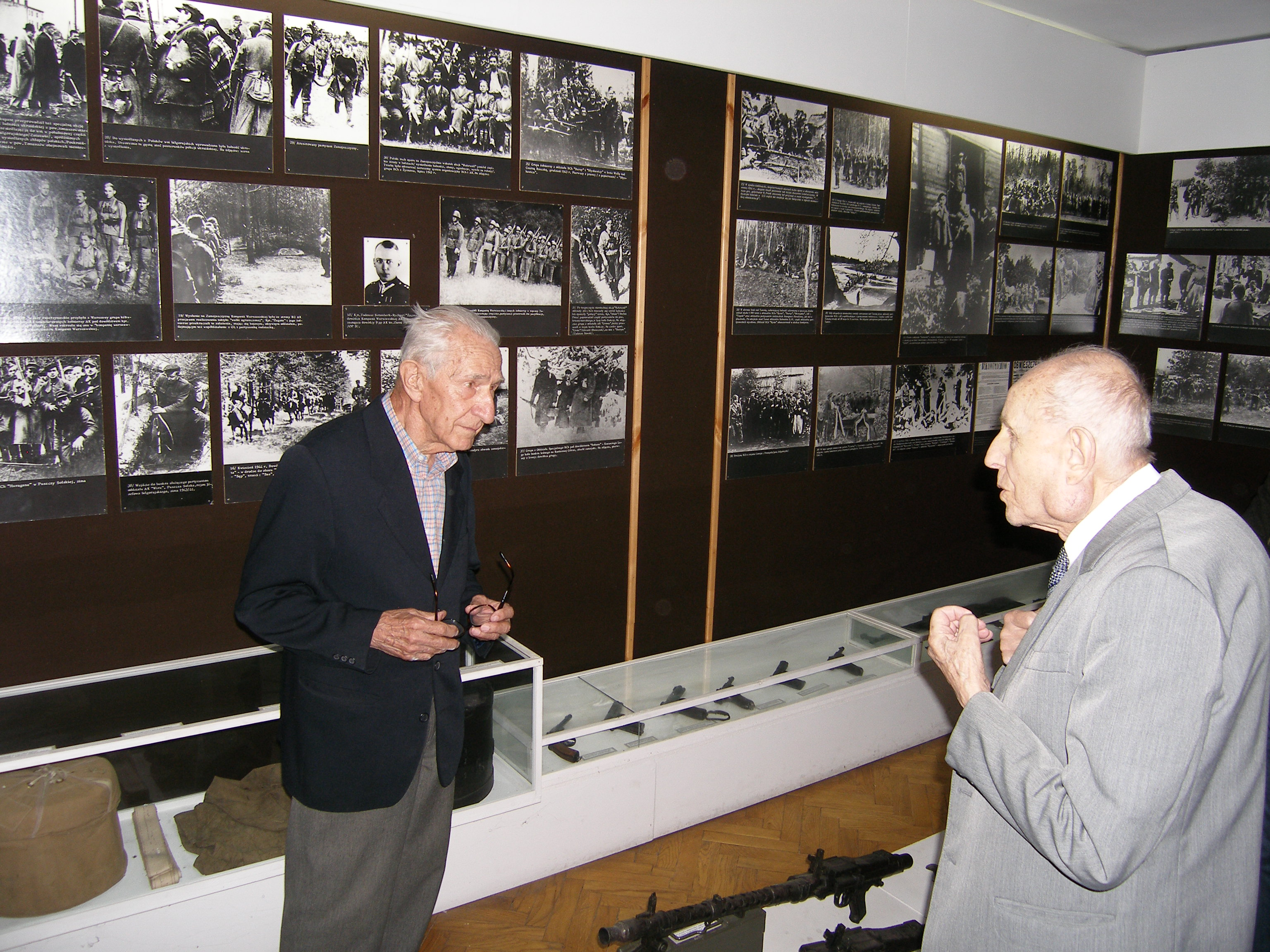
Muzeum Armii Krajowej Inspektoratu Zamojskiego w Bondyrzu

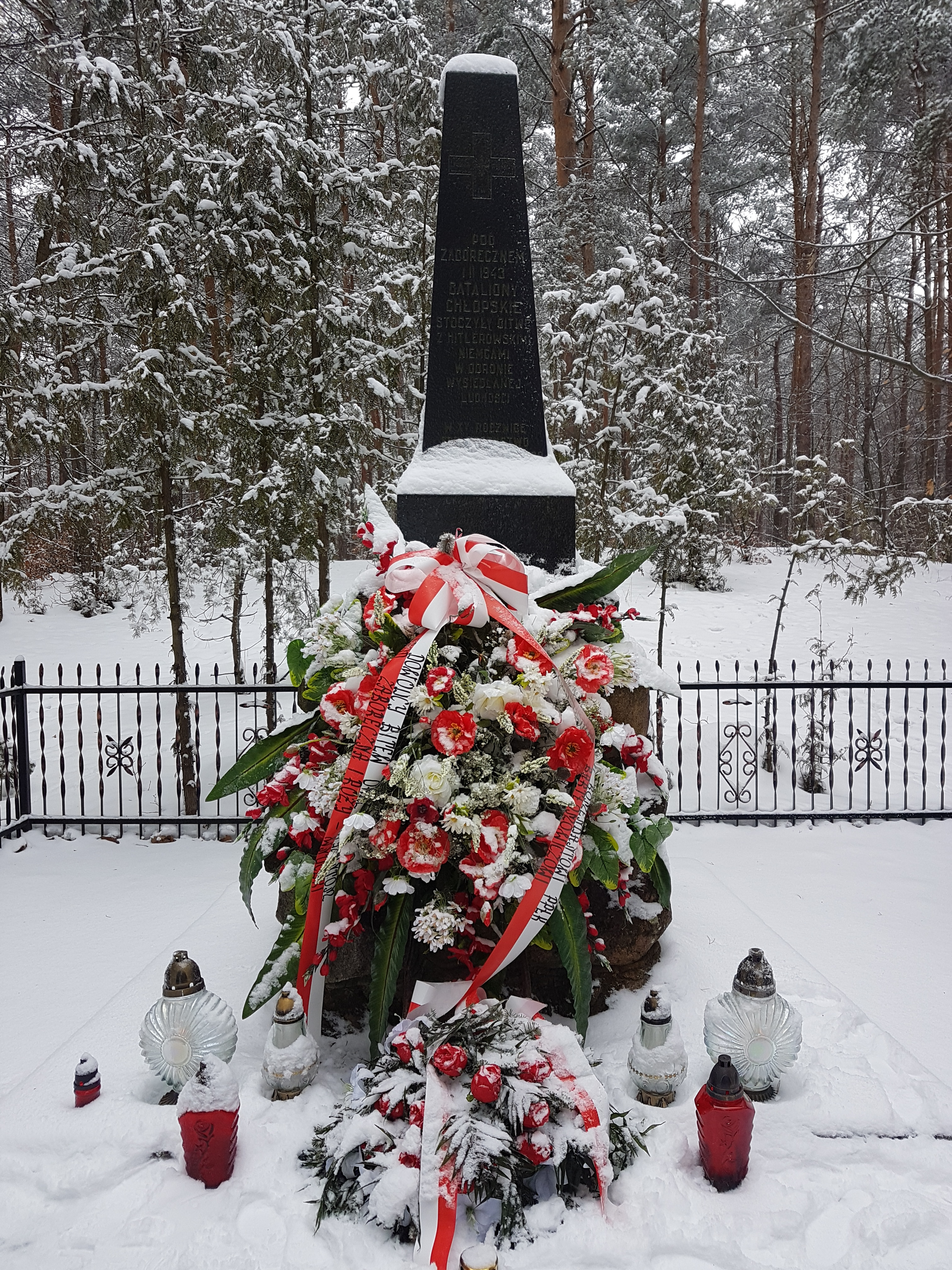
Pomnik Batalionów Chłopskich w lasach Zaboreczno

Obwód Biłgoraj AK
Konrad Bartoszewski ps. „Wir”, Hieronim Miąc ps. „Korsarz”, Edward Błaszczak ps. „Grom”, Czesław Mużacz ps. „Selim”, Józef Stegliński ps. „Cord”, Antoni Wróbel ps. „Burza”, Józef Mazur ps. „Skrzypik”, Jan Kryk ps. „Topola”, Adam Haniewicz ps. „Woyna”, Tadeusz Sztumberk-Rychter ps. „Żegota”, Józef Gniewkowski ps. „Orsza”, Włodzimierz Hascewicz ps. „War”, Piotr Wasilik ps. „Kuba”.
Obwód Hrubieszów AK
Antoni Rychel ps. „Anioł” – komendant obwodu, Stefan Kwaśniewski ps. „Lux”, „Wiktor”, Wojciech Sarzyński ps. „Żbik”, Stanisław Witamborski ps. „Mały”, Franciszek Krakiewicz ps. „Góral”, Władysław Dąbrowski ps. „Azja”.
Obwód Tomaszów Lubelski AK
Wilhelm Szczepankiewicz ps. „Drugak”, Zenon Jachymek ps. „Wiktor”, Janusz Michocki ps. „Gil”.
Obwód Zamość AK
Franciszek Żak ps. „Siwy”, Edward Markiewicz ps. „Kalina”, Edward Michoński ps. „Lis”, Stanisław Prus ps. „Adam”, Jan Turowski ps. „Norbert”, Jan Ochman ps. „Kozak”, Tadeusz Kuncewicz ps. „Podkowa”, Hieronim Dekutowski ps. „Zapora”, Stanisław Książek ps. „Wyrwa”, Michał Polak ps. „Łyś”, Józef Śmiech ps. „Ciąg”, Feliks Petryk ps. „Kmieć”, Józef Kaczoruk ps. „Ryszard”, Antoni Rychel ps. „Anioł”, Zygmunt Pomarański ps. Brzózka”, Jan Grygiel ps. „Rafał”, Robert Gierczak ps. „Robert”.
Okręg Lublin BCh
Franciszek Bartłomowicz ps. „Grzmot” (Tomaszów Lubelski), Stanisław Basaj ps. „Ryś”, Robert Aborowicz ps. „Azja”, Jerzy Mara-Meÿer ps. „Vis”.
Obwód II Lubelski GL
Grzegorz Korczyński ps. „Grzegorz”, Antoni Paleń ps. „Jastrząb”, Andrzej Flis ps. „Maksym” (Grupa Operacyjna im Tadeusza Kościuszki).
Partyzantka radziecka
Umer Achmołła Atamanow ps. „Miszka Tatar”, Wasilij Wołodin (ich oddziały składający się ze zbiegłych z niewoli jeńców radzieckich wchodził w skład Gwardii Ludowej aczkolwiek na zasadach autonomii).

## Najważniejsze bitwy i akcje partyzanckie
- bitwa pod Cześnikami – 29 listopada 1942
- bitwa pod Wojdą – 27 grudnia 1942
- akcja „Wieniec” – styczeń 1943
- spalenie wsi Cieszyn – 25/26 stycznia 1943
- bitwa pod Zaborecznem – 1 lutego 1943
- bitwa o Kazimierówkę – 17 maja 1944
- bitwa pod Osuchami – 25–26 czerwca 1944
- akcja „Burza” – lipiec 1944

## Upamiętnienie
Walki żołnierzy i partyzantów polskich na Zamojszczyźnie zostały upamiętnione na Grobie Nieznanego Żołnierza w Warszawie napisem na jednej z tablic po 1945 „ZAMOJSZCZYZNA 1942 – 1944”, a po 1990 „ZAMOJSZCZYZNA 30 XII 1942 – 5 II 1943”.
Z okresem walk powstańców na Zamojszczyźnie powiązane jest Rotunda Zamojska. W okresie II wojny światowej stanowiła ona m.in. miejsce egzekucji schwytanych powstańców. Obecnie ustanowiono w niej Muzeum Martyrologii Zamojszczyzny – Rotunda.

## Powstanie zamojskie w kulturze
- Powstanie opisuje polski film dokumentalny pt. Powstanie zamojskie: Nie dali ziemi... z 2006 roku w reż. Mirosława Gronowskiego, który został nagrodzony na festiwalu w Nowym Yorku.
- Powstaniu został poświęcony fabularyzowany film dokumentalny „Wszystko dla Polski. Powstanie zamojskie 1942–1944[5] w reżyserii Magdaleny i Rafała Kołodziejczyków, nagrodzony na festiwalu Docs Without Borders w Stanach Zjednoczonych.
- Powstanie zamojskie jest przedstawione w 10 odcinku serialu Polskie drogi (reż. Janusz Morgenstern) pt. „Himmlerland”. Przedstawiono tam min. wysiedlenie wsi Nalepy i starcie oddziału Gwardii Ludowej dowodzonego przez Władka Niwińskiego (Karol Strasburger) z grupą niemieckiej żandarmerii[6].

## Krytyka
Lubelski badacz Mariusz Sawa jest przeciwny używaniu terminu „powstanie zamojskie” w odniesieniu do działań polskiego podziemia na Zamojszczyźnie w latach 1942-1943, uzasadniając to tym, że termin ten ma pochodzić z propagandy niemieckiej, mającej usprawiedliwiać wzmożenie represji wobec Polaków, a następnie przejętej przez polskich komunistów w celu uderzenia w autorytet AK.